# New York Open 2020
New York Open 2020 var den 3:e upplagan av New York Open, en tennisturnering i Uniondale, New York, USA. Turneringen var en del av 250 Series på ATP-touren 2020 och spelades inomhus på hard court mellan den 10–16 februari 2020.

## Mästare

### Singel
- Kyle Edmund besegrade  Andreas Seppi, 7–5, 6–1

### Dubbel
- Dominic Inglot /  Aisam-ul-Haq Qureshi besegrade  Steve Johnson /  Reilly Opelka, 7–6(7–5), 7–6(8–6)